# Hungria nos Jogos Olímpicos de Inverno de 2018
A Hungria participou dos Jogos Olímpicos de Inverno de 2018, realizados na cidade de Pyeongchang, na Coreia do Sul.
O país disputa as Olimpíadas de Inverno desde a primeira edição, em 1924 em Chamonix, França. Nesta edição contou com uma delegação de 19 atletas que competiram em seis esportes. Com a vitória da equipe do revezamento 5000 metros na patinação de velocidade em pista curta, a Hungria conquistou sua primeira medalha de ouro na história dos Jogos Olímpicos de Inverno.

## Medalhas
| Atleta                                                   | Esporte                                | Evento                       | Medalha |
| -------------------------------------------------------- | -------------------------------------- | ---------------------------- | ------- |
| Shaoang Liu Shaolin Sándor Liu Viktor Knoch Csaba Burján | Patinação de velocidade em pista curta | Revezamento 5000 m masculino | Ouro    |

## Desempenho

### Esqui alpino
Feminino
| Atleta              | Evento         | Descida 1 | Descida 2 | Total   | Pos. |
| ------------------- | -------------- | --------- | --------- | ------- | ---- |
| Szonja Hozmann      | Slalom         | DNF       | DNF       | DNF     | DNF  |
| Szonja Hozmann      | Slalom gigante | 1:21.77   | 1:17.62   | 2:39.39 | 49º  |
| Mariann Mimi Maróty | Slalom         | 1:09.95   | 1:02.83   | 2:12.78 | 53º  |
| Mariann Mimi Maróty | Slalom gigante | 1:29.74   | DSQ       | DSQ     | DSQ  |

Masculino
| Atleta         | Evento         | Descida 1 | Descida 2 | Total   | Pos. |
| -------------- | -------------- | --------- | --------- | ------- | ---- |
| Márton Kékesi  | Combinado      | 1:26.08   | 53.94     | 2:20.02 | 35º  |
| Márton Kékesi  | Downhill       |           |           | 1:51.72 | 53º  |
| Márton Kékesi  | Slalom gigante | 1:16.64   | 1:15.22   | 2:31.86 | 42º  |
| Márton Kékesi  | Super-G        |           |           | DNF     | DNF  |
| Dalibor Šamšal | Combinado      | 1:25.17   | 50.77     | 2:15.94 | 32º  |
| Dalibor Šamšal | Slalom gigante | 1:16.09   | 1:16.79   | 2:32.88 | 44º  |

Misto
| Atleta                                                          | Evento  | Oitavas                | Quartas                | Semifinal              | Final                  | Final       |
| Atleta                                                          | Evento  | Adversário e resultado | Adversário e resultado | Adversário e resultado | Adversário e resultado | Pos.        |
| --------------------------------------------------------------- | ------- | ---------------------- | ---------------------- | ---------------------- | ---------------------- | ----------- |
| Márton Kékesi Dalibor Šamšal Szonja Hozmann Mariann Mimi Maróty | Equipes | SUI Suíça D 0–4        | Não avançou            | Não avançou            | Não avançou            | Não avançou |

### Esqui cross-country
Feminino
| Atleta      | Evento      | Final   | Final |
| Atleta      | Evento      | Tempo   | Pos.  |
| ----------- | ----------- | ------- | ----- |
| Emőke Szőcs | 10 km livre | 31:04.6 | 77º   |

Masculino
| Atleta     | Evento      | Qualificatória | Qualificatória | Quartas     | Quartas     | Semifinal   | Semifinal   | Final       | Final       |
| Atleta     | Evento      | Tempo          | Pos.           | Tempo       | Pos.        | Tempo       | Pos.        | Tempo       | Pos.        |
| ---------- | ----------- | -------------- | -------------- | ----------- | ----------- | ----------- | ----------- | ----------- | ----------- |
| Ádám Kónya | 15 km livre |                |                |             |             |             |             | 39:27.2     | 89º         |
| Ádám Kónya | Velocidade  | 3:31.84        | 67º            | Não avançou | Não avançou | Não avançou | Não avançou | Não avançou | Não avançou |

### Esqui estilo livre
Feminino
| Atleta           | Evento   | Qualificatória | Qualificatória | Qualificatória | Final       | Final       | Final       | Final       |
| Atleta           | Evento   | Descida 1      | Descida 2      | Pos.           | Descida 1   | Descida 2   | Descida 3   | Pos.        |
| ---------------- | -------- | -------------- | -------------- | -------------- | ----------- | ----------- | ----------- | ----------- |
| Elizabeth Swaney | Halfpipe | 30.00          | 31.40          | 24º            | Não avançou | Não avançou | Não avançou | Não avançou |

### Patinação artística
| Atleta     | Evento              | Programa curto | Programa curto | Programa livre | Programa livre | Total  | Total |
| Atleta     | Evento              | Pontos         | Pos.           | Pontos         | Pos.           | Pontos | Pos.  |
| ---------- | ------------------- | -------------- | -------------- | -------------- | -------------- | ------ | ----- |
| Ivett Tóth | Individual feminino | 53.22          | 23º            | 97.21          | 23º            | 150.43 | 23º   |

### Patinação de velocidade
Masculino
| Atleta      | Evento      | Final   | Final |
| Atleta      | Evento      | Tempo   | Pos.  |
| ----------- | ----------- | ------- | ----- |
| Konrád Nagy | 1000 metros | 1:09.92 | 21º   |
| Konrád Nagy | 1500 metros | 1:49.01 | 29º   |

### Patinação de velocidade em pista curta
Feminino
| Atleta                                                       | Evento             | Preliminar | Preliminar | Quartas     | Quartas     | Semifinal   | Semifinal   | Final       | Final       |
| Atleta                                                       | Evento             | Tempo      | Pos.       | Tempo       | Pos.        | Tempo       | Pos.        | Tempo       | Pos.        |
| ------------------------------------------------------------ | ------------------ | ---------- | ---------- | ----------- | ----------- | ----------- | ----------- | ----------- | ----------- |
| Sára Bácskai                                                 | 1500 metros        | PEN        | PEN        |             |             | Não avançou | Não avançou | Não avançou | Não avançou |
| Petra Jászapáti                                              | 500 metros         | 55.641     | 2º         | 43.043      | 4º          | Não avançou | Não avançou | Não avançou | Não avançou |
| Petra Jászapáti                                              | 1000 metros        | 1:29.838   | 4º         | Não avançou | Não avançou | Não avançou | Não avançou | Não avançou | Não avançou |
| Petra Jászapáti                                              | 1500 metros        | 2:25.022   | 2º         |             |             | 2:23.210    | 2º QA       | 2:26.138    | 6º          |
| Andrea Keszler                                               | 500 metros         | 43.274     | 2º         | 43.053      | 3º          | Não avançou | Não avançou | Não avançou | Não avançou |
| Sára Bácskai Bernadett Heidum Petra Jászapáti Andrea Keszler | Revezamento 3000 m |            |            |             |             | 4:09.555    | 3º QB       | 4:03.603    | 4º          |

Masculino
| Atleta                                                   | Evento             | Preliminar | Preliminar | Quartas     | Quartas     | Semifinal   | Semifinal   | Final       | Final           |
| Atleta                                                   | Evento             | Tempo      | Pos.       | Tempo       | Pos.        | Tempo       | Pos.        | Tempo       | Pos.            |
| -------------------------------------------------------- | ------------------ | ---------- | ---------- | ----------- | ----------- | ----------- | ----------- | ----------- | --------------- |
| Csaba Burján                                             | 1500 metros        | 2:19.284   | 5º         |             |             | Não avançou | Não avançou | Não avançou | Não avançou     |
| Viktor Knoch                                             | 500 metros         | 1:06.040   | 4º         | Não avançou | Não avançou | Não avançou | Não avançou | Não avançou | Não avançou     |
| Shaoang Liu                                              | 500 metros         | 40.526     | 1º         | PEN         | PEN         | Não avançou | Não avançou | Não avançou | Não avançou     |
| Shaoang Liu                                              | 1000 metros        | PEN        | PEN        | Não avançou | Não avançou | Não avançou | Não avançou | Não avançou | Não avançou     |
| Shaoang Liu                                              | 1500 metros        | 2:14.160   | 3º         |             |             | PEN         | PEN         | Não avançou | Não avançou     |
| Shaolin Sándor Liu                                       | 500 metros         | 40.650     | 1º         | 40.471      | 2º          | 40.399      | 3º QB       | 40.651      | 5º              |
| Shaolin Sándor Liu                                       | 1000 metros        | 1:31.547   | 1º         | 1:24.012    | 1º          | 1:26.488    | 2º QA       | PEN         | PEN             |
| Shaolin Sándor Liu                                       | 1500 metros        | 2:12.835   | 1º         |             |             | 2:45.709    | 5º ADV      | 2:11.520    | 5º              |
| Csaba Burján Viktor Knoch Shaoang Liu Shaolin Sándor Liu | Revezamento 5000 m |            |            |             |             | 6:34.866    | 2º QA       | 6:31.971    | Medalha de ouro |

Legenda
| Recorde mundial      | Recorde mundial (World record)               |                       | Recorde africano                      | Recorde africano (African) |                                           | Q | Classificado por posição (Qualified) |
| Recorde olímpico     | Recorde olímpico (Olympic record)            | Recorde da América    | Recorde da América (Americas)         | q                          | Classificado por melhor tempo (Qualified) |   |                                      |
| Melhor marca do ano  | Melhor marca do ano (World leading)          | Recorde asiático      | Recorde asiático (Asian)              | DNS                        | Não largou (Did not start)                |   |                                      |
| Recorde nacional     | Recorde nacional (National record)           | Recorde europeu       | Recorde europeu (European)            | DNF                        | Não terminou (Did not finish)             |   |                                      |
| Recorde pessoal      | Recorde pessoal do atleta (Personal best)    | Recorde da Oceania    | Recorde da Oceania (Oceania)          | DSQ / DQ                   | Desclassificado (Disqualified)            |   |                                      |
| Recorde da temporada | Recorde da temporada do atleta (Season best) | Recorde sul-americano | Recorde sul-americano (South America) | NM                         | Sem marca (No mark)                       |   |                                      |

### Patinação de velocidade
| Recorde de pista | Recorde da pista (Track record)               |  |  |
| QA               | Classificado para a final A                   |  |  |
| QB               | Classificado para a final B                   |  |  |
| ADV              | Classificado após decisão arbitral (Advanced) |  |  |
| PEN              | Pênalti                                       |  |  |
| YC               | Cartão amarelo (Yellow Card)                  |  |  |